# Újezd u Brna
Újezd u Brna (v místním nářečí Hójezd, německy Aujezd) je město v okrese Brno-venkov v Jihomoravském kraji. Leží v Dyjsko-svrateckém úvalu, asi 15 km jihovýchodně od Brna. Žije zde přibližně 3 400 obyvatel.
Jedná se o vinařskou obec ve Velkopavlovické vinařské podoblasti (viniční tratě Malá trať, Kříbky, Stará hora).

## Historie
První písemná zmínka o sídle pochází z roku 1141 (tehdejší název Ujezdec), na městys byl povýšen v roce 1909 a městem se stal 14. prosince 2005. Je zde také k nalezení znak bývalého keltského osídlení – domy na náměstí sv. Jana jsou uspořádány do tvaru písmena U. Pošta v obci byla založena 1. listopadu 1842.
Moderní Újezd u Brna vznikl k 17. červnu 1950 sloučením dosavadních obcí Újezdu, Šternova a Rychmanova. Usnesení o sloučení těchto obcí schválily jednotlivé místní národní výbory v tomto pořadí: v Rychmanově dne 28. března 1950, ve Šternově dne 15. dubna 1950 a v Újezdu dne 19. dubna 1950. Současný název Újezd u Brna pak sloučená obec získala roku 1952, přičemž zároveň byly jako část obce zrušeny její tři části. Ke 31. květnu 2011 nabyla účinnosti změna katastrální hranice s obcí Hostěrádky-Rešov, uskutečněná na základě společné dohody obou obcí ze dne 13. července 2010. K této obci byl překatastrován například odlehlý rybník výměnou za jiné pozemky, ležící v blízkosti zástavby Újezdu. Tím zároveň došlo i ke změně hranice mezi okresem Brno-venkov a okresem Vyškov.
Znak města tvoří zelený štít se stříbrným kosmým břevnem. Na něm je hvězda a vinný list, oboje zelené, v horním poli zkřížené klíče, v dolním poli kosmo hrotem dolů položená šavle, oboje stříbrné.

## Pamětihodnosti
- kostel sv. Petra a Pavla
- evangelický kostel
- zvonice sv. Cyrila a Metoděje
- kaple sv. Antonína
- Mohyla míru u Prace (severně od města, připomínka bitvy u Slavkova)

## Osobnosti
- Jaroslav Konečný (1945–2017), český házenkář
- Ludvík Kolek (1933–2021), český architekt, sochař a malíř
- Jan Haluza (1914–2011), český atlet a trenér

## Příroda
- přírodní památka Špice (SZ od města)
- Rychmanovský rybník na řece Litavě (Cézavě)
- obnovená nádrž Šmoldus

Poblíž města vyvěrá hořký minerální pramen, který se stáčí do lahví jako minerální voda Šaratica. Používá se k léčbě zácpy a dalších poruch zažívání.

## Obyvatelstvo
| 1869  | 1880  | 1890  | 1900  | 1910  | 1921  | 1930  | 1950  | 1961  | 1970  | 1980  | 1991  | 2001  | 2011  | 2021  |
| ----- | ----- | ----- | ----- | ----- | ----- | ----- | ----- | ----- | ----- | ----- | ----- | ----- | ----- | ----- |
| 1 514 | 1 619 | 1 829 | 1 987 | 2 254 | 2 538 | 2 875 | 2 835 | 3 103 | 2 948 | 2 666 | 2 539 | 2 765 | 3 190 | 3 288 |

| 1869 | 1880 | 1890 | 1900 | 1910 | 1921 | 1930 | 1950 | 1961 | 1970 | 1980 | 1991 | 2001 | 2011 | 2021  |
| ---- | ---- | ---- | ---- | ---- | ---- | ---- | ---- | ---- | ---- | ---- | ---- | ---- | ---- | ----- |
| 247  | 286  | 307  | 354  | 427  | 488  | 640  | 738  | 777  | 812  | 807  | 901  | 930  | 970  | 1 018 |

## Fotogalerie

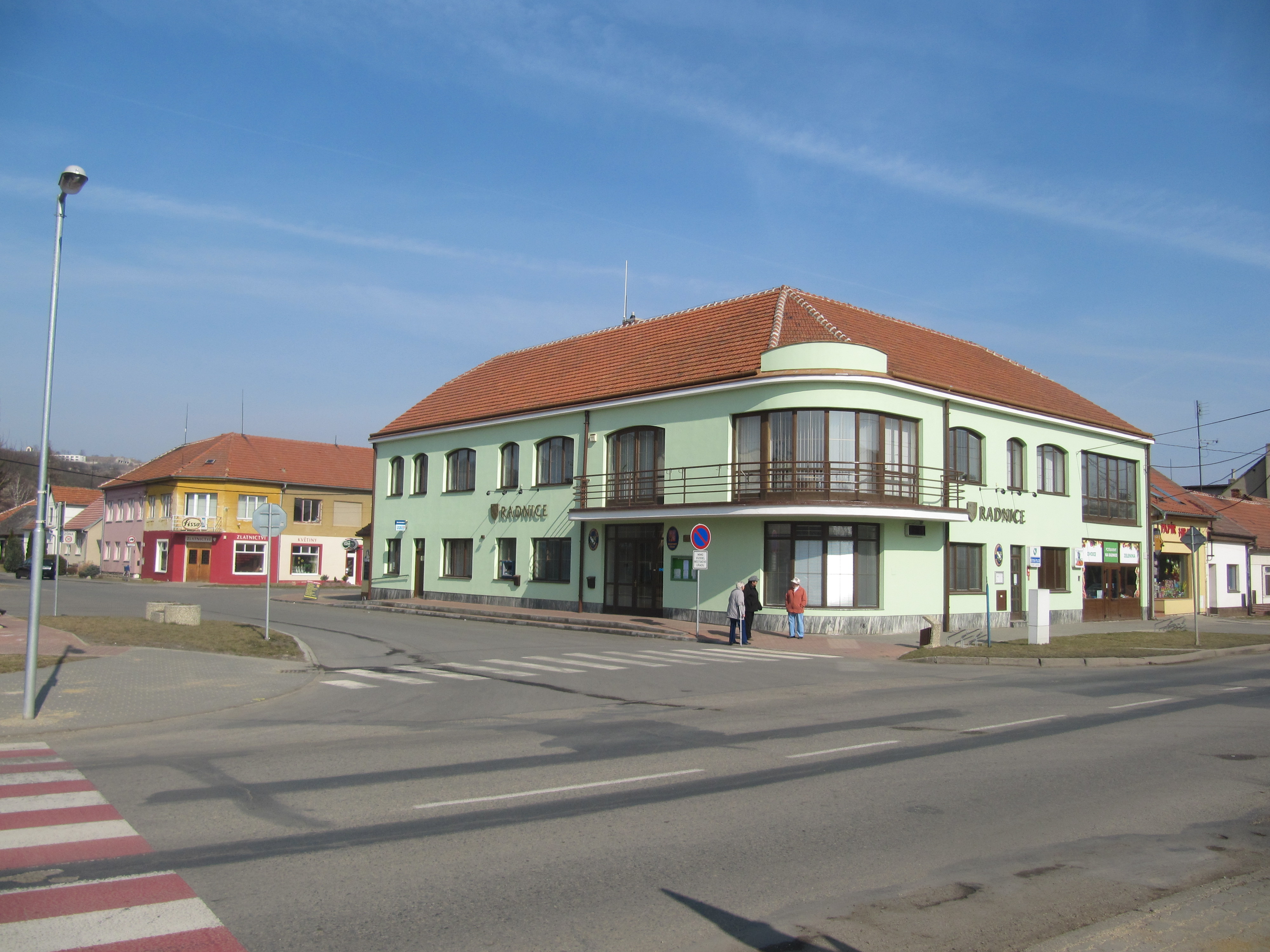
Křižovatka Komenského a Hybešovy s radnicí
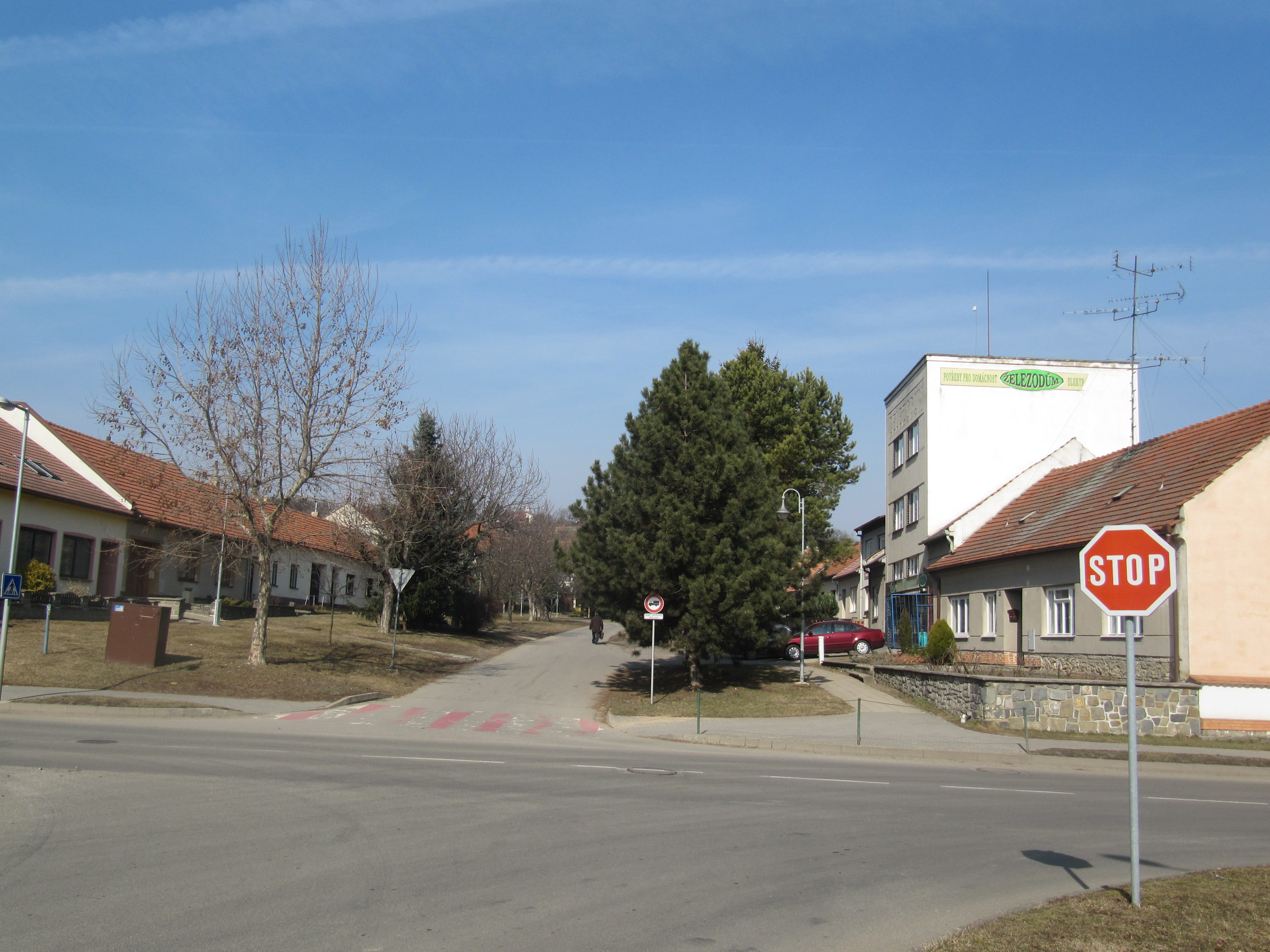
Náměstí Svatého Jana
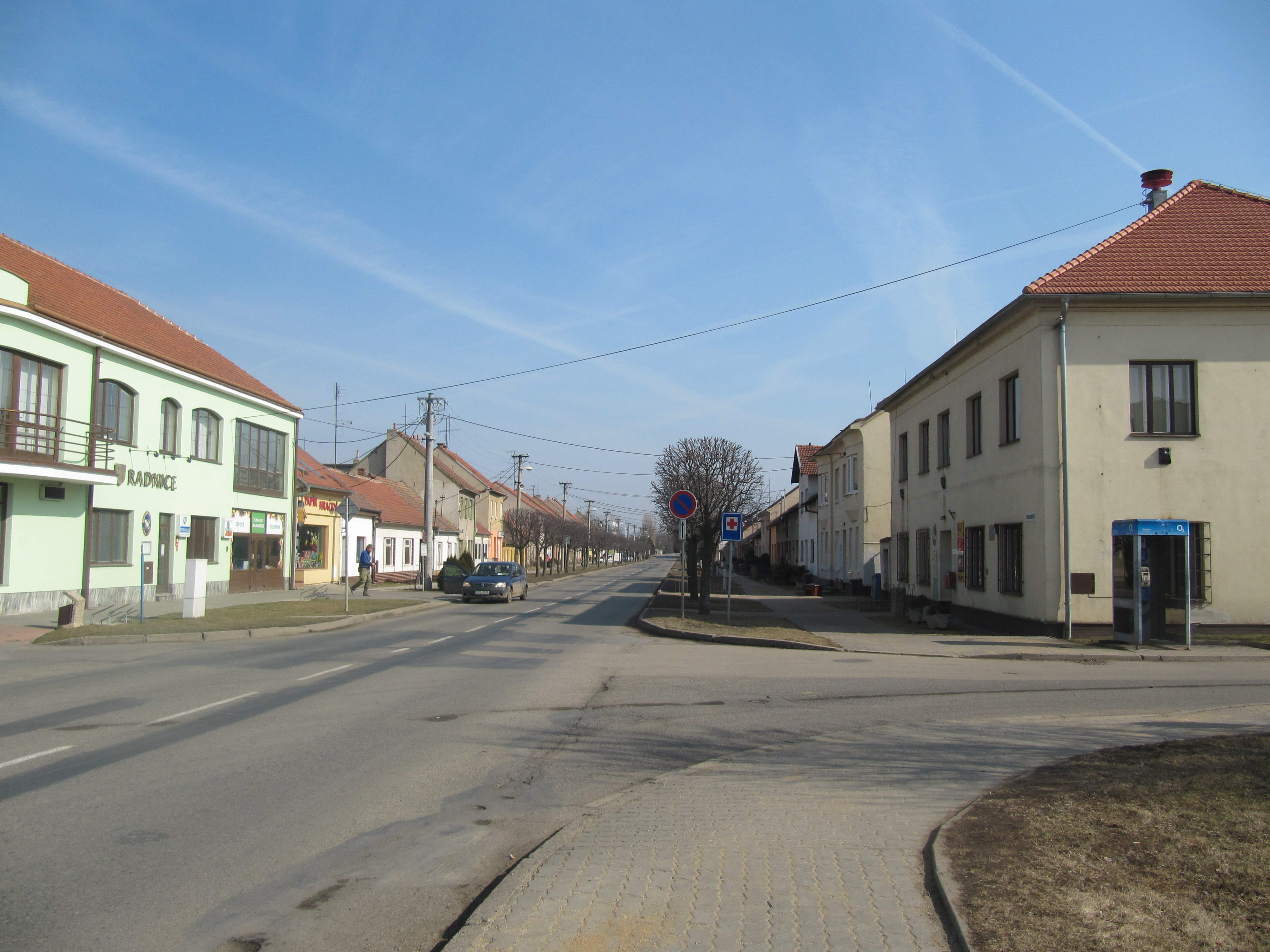
Komenského, hlavní ulice města
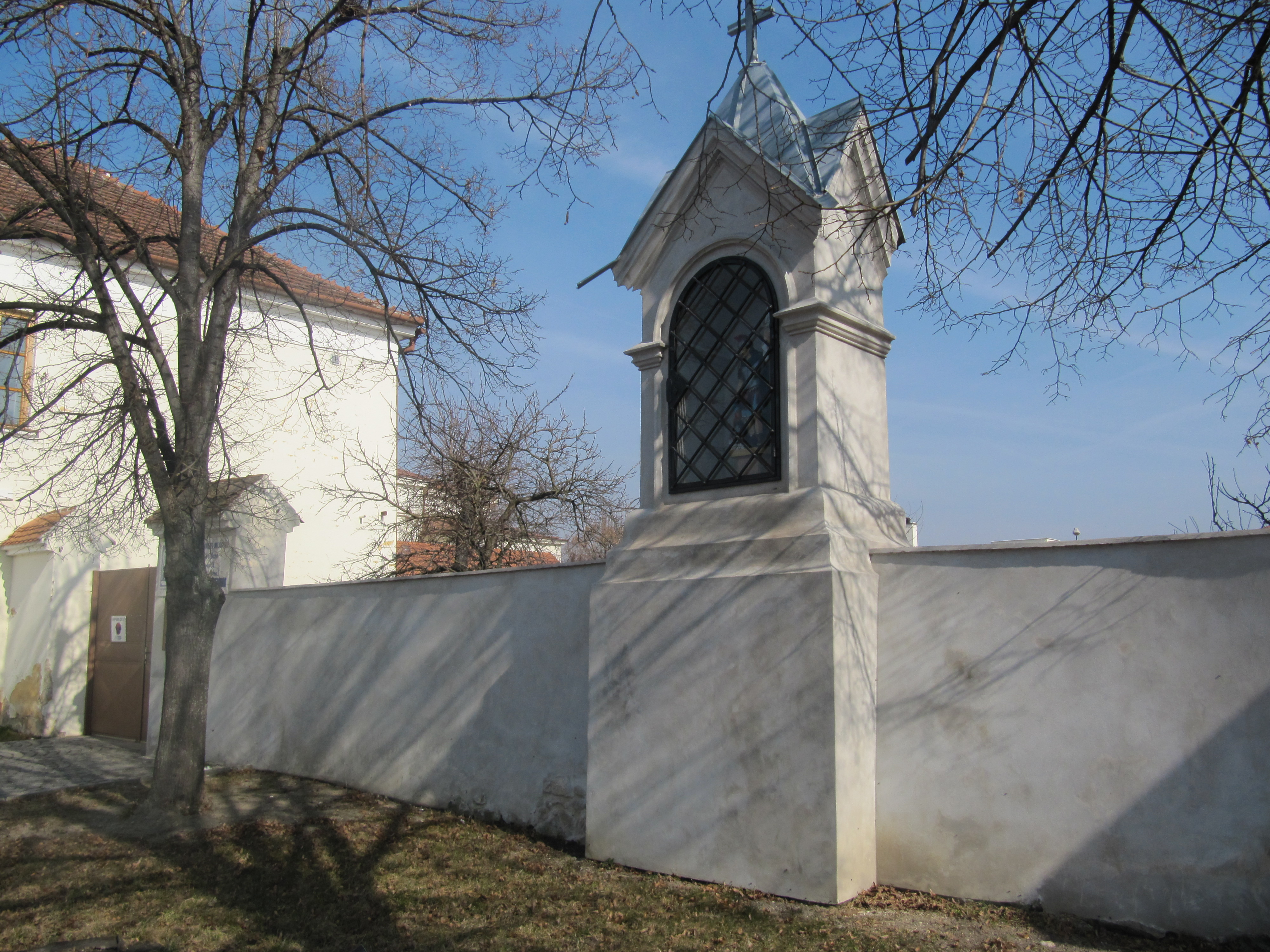
Saleziánské hnutí mládeže, klub Újezd u Brna, vchod s kapličkou
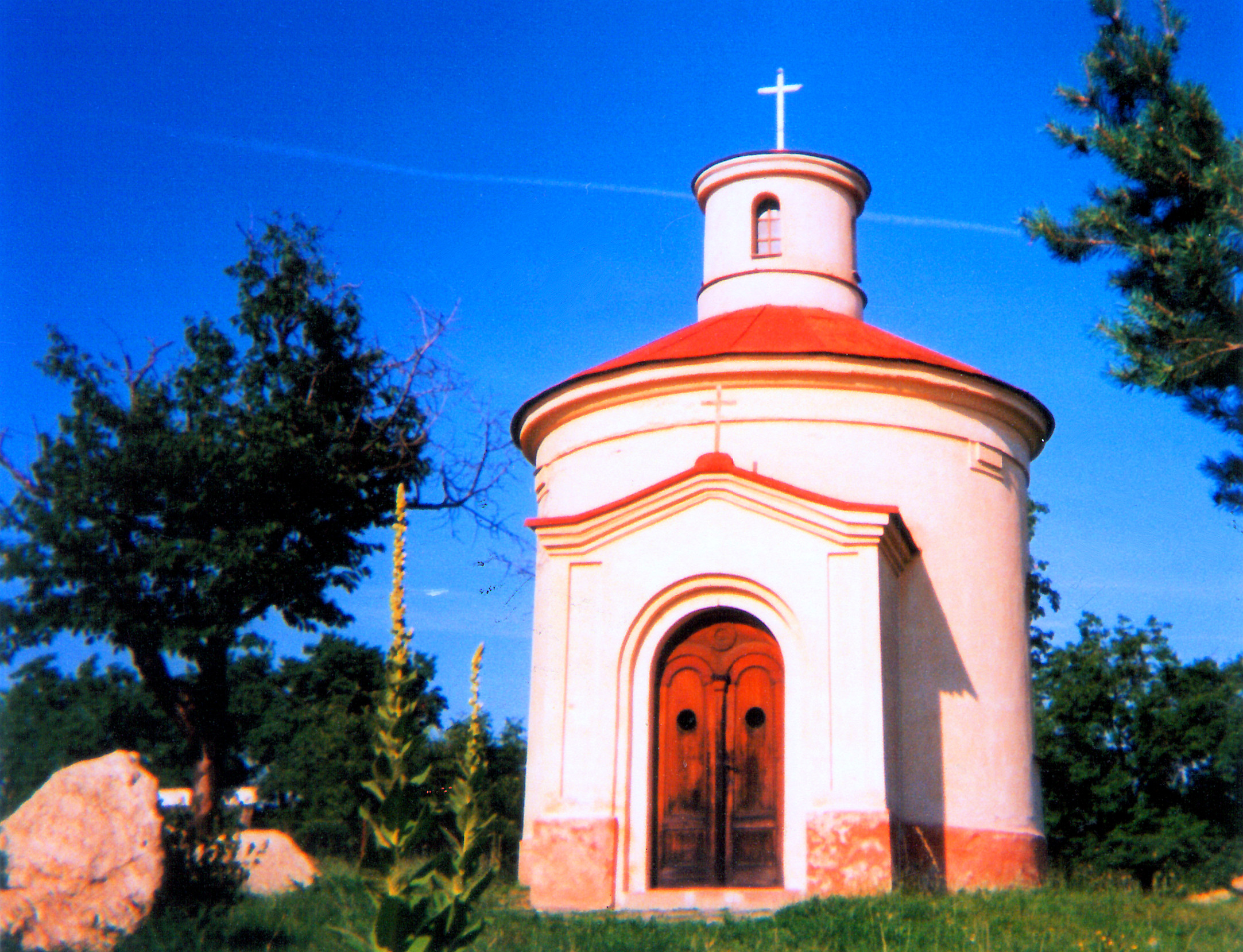
Kaple svatého Antonína Paduánského